# Forberg-Schneider-Stiftung
Die 1997 gegründete Forberg-Schneider-Stiftung fördert herausragende Leistungen auf dem Gebiet der zeitgenössischen Musik und Musikwissenschaft im In- und Ausland, auch in ihren Beziehungen zu anderen Bereichen der Kunst. Die Stiftung hat ihren Sitz in München, Vorstand ist Sebastian Berger. Zum Kuratorium gehören: Gabriele Forberg-Schneider (Vorsitzende), Anselm Cybinski und Florian Ganslmeier.

## Stiftungszweck
Die Forberg-Schneider-Stiftung erfüllt ihren Zweck in erster Linie durch die Vergabe des Belmont-Preises für zeitgenössische Musik, der möglichst alle zwei Jahre verliehen wird. Die Auszeichnung ist mit einem Preisgeld von 20.000 € verbunden.
Die Stiftung vergibt außerdem Reise- und Studienstipendien zur Vervollkommnung künstlerischer oder wissenschaftlicher Qualifikationen an Postgraduierte. Sie fördert öffentliche Auftritte durch Vergabe von Honoraren, unterstützt die Teilnahme an Wettbewerben und Meisterkursen sowie Publikationen jeglicher Art. Sie beteiligt sich an Kompositionsaufträgen Dritter und vergibt Sonderpreise.

## Geschichte
Die Forberg-Schneider-Stiftung wurde 1997 in Frankfurt am Main gegründet und widmete sich zunächst zwei Schwerpunkten: der zeitgenössischen Musik und der Landschaftsgestaltung. Nach dem Tod des Stiftungsgründers Achim Schneider im Jahr 2000 und der Übersiedlung der Stiftung nach Bayern 2007 erfolgte eine formaljuristisch notwendige Änderung der Satzung: Seitdem fördert die Stiftung ausschließlich zeitgenössische Musik und Musikwissenschaft, auch in ihren Beziehungen zu anderen Bereichen der Kunst.